# SH-11C
docomo STYLE series SH-11C（ドコモ スタイル シリーズ エスエイチ いち いち シー）は、シャープが開発した、NTTドコモの第三世代携帯電話（FOMA）端末、docomo STYLE seriesの一つである。

## 概要
本端末はNTTドコモ2010-2011年冬・春モデルであるSH-02Cの事実上の後継機種である。本端末の特徴はマット（つや消し）とグロス（光沢）のニュアンスの異なる質感の背面パネルの2トーンデザインが特徴である。
そのほかに防水（IPX5／IPX7）・防塵（ぼうじん）（IP5X）に対応させているが、受話スピーカーに穴がなく、更に防水、防塵機能を高めているのも特徴といえる。これは「まるごと音声パネル」といわれる、ディスプレー全体が振動をすることにより、大きな受話部となって音を伝える方式を採用しているためである。
液晶画面はAQUOSケータイとは名乗ってはいないもののAQUOSで培った高画質技術を応用したNewモバイルASV液晶やSVエンジン+を搭載し、ワンセグやBeeTV、YouTubeなどの動画再生など鮮明に表示できる。
ターゲットは女性が中心であり、機能面において、GSM機能やHSUPA（HSDPAは対応）といった通信機能を省いているが、GPS（海外GPS、オートGPS含）には対応している。
NTTドコモ2011年夏モデルの新機能である、長時間の動画ストリーミング再生が可能な50メガiモーションや着うたや動画などのコンテンツをまとめてダウンロードできるコンテンツパッケージにも対応している。
2011年4月から開始された声の宅配便もワンボタンで利用できるようになっている。その場合アドレス帳を開いた後、「声の宅急便」を選択することで、自動的にセンターに接続されるようになる。
コピー＆ペースト機能が拡充し、事前にコピーした文字列だけでなく、それ以前にコピーした文字列も記憶し貼り付けることが可能となっている。

### カメラ機能
カメラは810万画素CMOSカメラを搭載しており、カメラボタンを押してから約0.7秒で起動し、また撮影間隔が約0.6秒で撮影可能という高速モードが搭載され、シャッターチャンスを逃さない工夫がされている。その他に「トンネル効果、色味／明度／ぼかし」効果のかかった静止画が撮影できるトイカメラやモノクロ／セピア／きらきら／色えんぴつ／円ソフトフレーム／波紋／万華鏡風に撮影できるエフェクトカメラが搭載されている。また被写体に合わせて撮影モードを自動切替。「シーン自動認識」機能も搭載されている。
そのほかの機能として、顔登録すると自動で顔検出を行う「個人検出」機能、連続撮影したカットの中から、うまく撮れているおすすめの写真をカメラが自動で選んで表示する「オススメフォト」、ペットにフォーカスをあわせる「ペット検出」動画静止画同時記録機能なども搭載されている。

### メール機能
メール作成機能では、2,102種類ものデコメ絵文字が搭載されているほか、メールなどの文字を内蔵されたファンシーなフォントに変更させることができる。「フォントチェンジ」機能が搭載された。それによりその文字種で相手に表示させることが可能となっている。いっぱつデコメ変換機能も搭載されている。複数の宛先へメールを送る際に一度起動した電話帳にチェックを入れるだけでそのチェックをした人が全てあて先にはいる宛先連続選択機能が搭載されている。
メール本文に書かれた電話番号やメールアドレスなどを同時に電話帳登録できるようになっている。

## その他機能
歩数計機能が搭載されており、毎日の歩数、消費カロリー、また累計歩数やカロリーなどがわかるほか、i Bodymoなどと連携して毎日の健康管理を行うことができる。
不要と思われる画像といった重たいものを削り画面の表示速度を優先して、メールやメニューなどが素早く見られる設定に一括変更ができる。
| 主な対応サービス                   | 主な対応サービス                                                    | 主な対応サービス                       | 主な対応サービス                                 |
| ---------------------------------- | ------------------------------------------------------------------- | -------------------------------------- | ------------------------------------------------ |
| タッチパネル                       | FOMAハイスピード7.2Mbps(受信)                                       | Bluetooth                              | DCMX／おサイフケータイ                           |
| iアプリオンライン／地図アプリ      | 直感ゲーム／メガiアプリ                                             | iウィジェット                          | マチキャラ／iコンシェル                          |
| ホームU／ポケットU                 | GPS／オートGPS／ケータイお探し／海外GPS                             | デコメール／デコメ絵文字／デコメアニメ | iチャネル                                        |
| 着もじ                             | テレビ電話／キャラ電                                                | ケータイデータお預かりサービス         | フルブラウザ                                     |
| おまかせロック／バイオ認証         | 外部メモリーへiモードコンテンツ移行／ユーザーデータ一括バックアップ | トルカ                                 | iC通信／iCお引越しサービス                       |
| きせかえツール／ダイレクトメニュー | バーコードリーダ／名刺リーダ                                        | 2in1                                   | エリアメール／ソフトウェアーアップデート自動更新 |
| GSM／3Gローミング（WORLD WING）    | 着うたフル／うた・ホーダイ                                          | Music&Videoチャネル／ビデオクリップ    | デジタルオーディオプレーヤー(AAC)(WMA)           |

## プリインストールアプリケーション
| アプリ名                        | 概要 |
| ------------------------------- | --- |
| 恋愛デイズ                      | 恋愛シミュレーション |
| iタウンページ ウィジェット      | |
| Shot Navi Advance Lite for SH   | 国内のゴルフ場2300以上に対応するGPSゴルフナビゲーター。拡張現実機能にも対応する。                                                                     |
| ロックマン                      | |
| ストリートファイターⅡ（体験版） | |
| Myきせかえクリエイター for SH   | 撮影した画像とテンプレートから選んだフレームを合成して、きせかえツール（待受画面とノーマルメニュー）を作成することができるアプリ。                    |
| E★エブリスタアプリ              | ケータイ総合雑誌「E★エブリスタプレミアム」掲載作品の更新情報をリアルタイムで確認できるアプリ                                                          |
| ブックビューア コミック体験!    | セルシス、ボイジャーが提供しているケータイコミックを体験できるアプリ                                                                                  |
| コミック/小説ビューア           | コミックや小説を読むことができるアプリ |
| SH-MODE INFO                    | iウィジェットにてiMenu内のサイト［SH-MODE］の更新情報を確認したり、サイト内の各コンテンツへ直接接続することができるアプリ                             |
| お天気予報SH                    | iウィジェットにて今日・明日の天気や雨レーダーなどを見ることのできるアプリ                                                                             |
| iアバターメーカー               | iアバターを作成するアプリ |
| iCタグリーダー                  | 対応のポスター・カード・シールなどにおサイフケータイでかざして情報を読み取るためのアプリ                                                              |
| 温湿度指数チェッカー            | 日本気象協会監修の気象情報アプリ |
| ロケーションレーダー            | 現在地の周辺施設や目的地を検索して現在地から目的地までの直線距離や目的地の方角を表示するアプリ                                                        |
| MUSICアプリ                     | 音楽の再生や検索を行うアプリ |
| モバイルGoogleマップ            | Googleマップのアプリ。GPSを使った道案内、経路検索、衛星写真、ストリートビューなどを利用できる                                                         |
| Gガイド番組表リモコン           | テレビ番組表とAVリモコン機能が1つになったアプリ |
| iD設定アプリ                    | おサイフケータイクレジット決済サービスiDの設定アプリ                                                                                                  |
| DCMXクレジットアプリ            | NTTドコモが提供するおさいふケータイクレジットDCMXの設定アプリ                                                                                         |
| モバイルSuica登録用iアプリ      | モバイルSuica契約用のiアプリ |
| ヘルスチェッカー                | 歩数、活動量、脈拍数、血圧、体組成のデータを管理するアプリ                                                                                            |
| ドコモWebメール                 | dwmail.jpドメインの第2メールアドレスやその他PCアドレスをパソコン・FOMA端末のどちらからでも利用できるメールサービス「ドコモWebメール」のアプリ。       |
| 地図アプリ                      | GPS機能を利用して、目的地を検索したり、乗り換え案内を駆使した、交通手段によるルートを表示が可能                                                       |
| いつもNAVI［海外］              | |
| ZOOキーパー                     | |
| Start! iウィジェット            | iウィジェットの使い方をムービーで見ることができるiアプリ                                                                                              |
| iWウォッチ                      | iウィジェット画面でグラフィカルに時計や電池残量を確認することができるアプリ                                                                           |
| 楽オク☆アプリ                   | 楽天オークション用のアプリ |
| iアプリバンキング               | モバイルバンキングを簡単に利用するためのアプリ |
| マクドナルド トクするアプリ     | 日本マクドナルドのかざすクーポンなどを利用するためのアプリ                                                                                            |
| 今日の為替と株価                | iウィジェットを利用して株価情報を表示するアプリ |
| お天気アプリ                    | 簡単操作で詳細な気象情報が確認できるアプリ |
| i Bodymoアプリ                  | 健康サービス「i Bodymo（iボディモ）」のアプリ |
| FOMA通信環境確認アプリ          | FOMAハイスピードエリアを利用できるかを確認することができるiアプリ                                                                                     |
| いっしょにデコ                  | お互いのFOMA端末をかざして撮影した静止画にスタンプを貼ったりデコレーションができるiアプリタッチ対応アプリ                                             |
| ドコモ料金案内                  | 通話料やパケット通信料等の簡易的な履歴を一覧やグラフで確認できるアプリ                                                                                |
| 電子マネー「nanaco」            | セブン&アイグループの電子マネー「nanaco」のモバイル版                                                                                                 |
| かざす請求書                    | 毎月のドコモ利用料金の情報をおサイフケータイに取得し、請求書が無くてもコンビニエンスストアで決済できるアプリ（本サービスはセブン-イレブンのみ対応。） |
| ビックポイント機能付ケータイ    | おサイフケータイをビックカメラの「ビックポイントカード」として利用できるアプリ                                                                        |
| ヨドバシゴールドポイントカード  | おサイフケータイをヨドバシカメラの「ヨドバシゴールドポイントカード」として利用できるアプリ                                                            |
| モバイルAMCアプリ               | おサイフケータイを使用して、ANAの各種サービスを利用できるアプリ                                                                                       |
| iアプリバンキング               | iアプリを使ったモバイルバンキング |

その他に、ドコモマーケットなどで様々なアプリをダウンロードして利用することが可能となる。

## 歴史
- 2011年5月16日 - NTTドコモより発表。
- 2011年5月27日 - 発売開始予定

## 不具合
- 電池パックのカバーと本体の間に隙間が生じてしまう。現在、ドコモショップにて対策品のカバーを用意している。
- 液晶ディスプレイが簡単に割れてしまう。ドコモに問い合わせすると、リコールなどの対処策はまだない（2013年9月現在）。